# Salisbury Plain Training Area

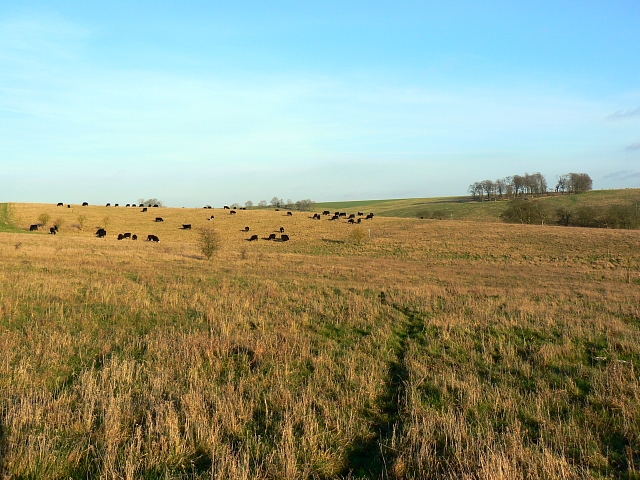
Typische Landschaft der Salisbury Plain Training Area

Die Salisbury Plain Training Area ist ein Truppenübungsplatz in Großbritannien. Mit einer Fläche von mehr als 94.000 Acre (mehr als 380 km²) ist die Salisbury Plain Training Area (SPTA) der größte Truppenübungsplatz Europas. Hauptnutzer ist die britische Armee.

## Lage und Landschaft
Die Salisbury Plain Training Area liegt in der Salisbury Plain in der zeremoniellen Grafschaft Wiltshire im zentralen Süden von England. Sie nimmt fast 1/9 der Fläche von Wiltshire ein. Die Hochebene gehört zur südenglischen Kreideformation, einer hügeligen Graslandschaft mit wenig ausgedehnten Waldflächen.
Zwischen Warminster und Westbury im Osten und Tidworth und Perham Down im Westen breitet sich der SPTA auf maximal 25 Meilen (rund 40 km) aus; die größte Nord-Süd-Ausdehnung liegt bei etwa 10 Meilen (16 km).

## Geschichte und Nutzung
Die Nutzung der SPTA geht bereits auf das Jahr 1897 zurück, als erstmals durch das War Office Land in der Salisbury Plain gekauft wurde. Der Ankauf wurde im Jahr 1920 abgeschlossen. Der Ausbau der Garnisonen zogen sich über 30 Jahre hin. Im Jahr 1943 wurde das Dorf Imber beschlagnahmt und die Bewohner umgesiedelt.
Rund 121 km² der SPTA werden für Schießübungen und als Einschlagsgebiete genutzt. Auf dem Truppenübungsplatz findet der Schiessbetrieb an 340 Tagen im Jahr statt, wobei zwischen Tag (8:30–17:00 Uhr) und Nacht (8:30–23:00 Uhr) unterschieden wird. Genutzt wird er für das Schießen mit scharfer Munition von Panzern, Artillerie und mit Infanteriewaffen. Darüber hinaus wird er auch für das Training mit Sprengstoff und den Raketenabschuss und Bombenabwurf von Luftfahrzeugen genutzt. In den letzten 35 Jahren wurde so 9 Millionen Schuss großkalibriger Munition verschossen.
Auf dem Gelände der Salisbury Plain Training Area wurde Dorf „Copehill Down“ für das Training für den Häuserkampf erbaut. Zur Verringerung der Brandgefahr und zur Erhaltung der Landschaft erfolgt eine Beweidung der Flächen durch Kühe und Schafe.

## Trivia

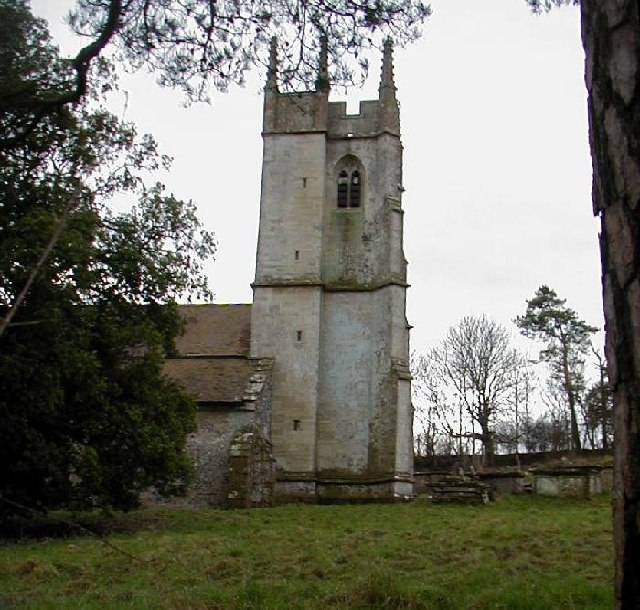
Kirche St. Giles

In der Kirche St. Giles des verlassenen Dorfes Imber wird jährlich noch immer eine Messe abgehalten. Die Kirche selber ist eingezäunt.
Die Rockband Uriah Heep veröffentlichte 1971 ein LP-Album, das den Titel Salisbury hat und auf dem Cover einen englischen Kampfpanzer Typ Chieftain abbildet.